# Christopher Reich

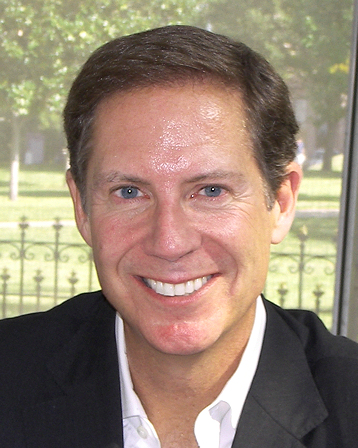
Christopher Reich (2008)

Christopher Reich (* 12. November 1961 in Tokio) ist ein US-amerikanischer Autor. Seine Bücher wurden in 20 Sprachen übersetzt und waren mehrfach New York Times-Bestseller.

## Leben
Reichs Vater emigrierte aus der Schweiz in die USA und arbeitete einige Jahre in Japan. Christopher Reich erhielt seine Schulausbildung in den USA und besuchte in seiner Jugend die Schweiz mehrfach.
Von 1988 bis 1995 arbeitete er für eine große Bank in Genf und Zürich. Seine Erfahrungen und Kenntnisse verarbeitete er in seinen ersten Büchern. Sein Erfolg erlaubte es ihm, sich auf das Schreiben zu konzentrieren.
Für sein Werk The Patriots Club erhielt er 2006 den International Thriller Award in der Kategorie Bester Roman.

## Werke
- Numbered Account, Delacorte Press, 1998, ISBN 978-0-385-32017-7.
  - Das Nummernkonto, Droemer Knaur, 2000, ISBN 978-3-426-61832-5.
- The Runner, Delacorte Press, 2000, ISBN 978-0-385-33002-2.
- The First Billion, Delacorte Press, 2002, ISBN 978-0-385-33367-2.
- The Devil’s Banker, Delacorte Press, 2003, ISBN 978-0-385-33727-4.
  - Der Bankier des Teufels, Knaur TB, 2006, ISBN 978-3-426-62844-7.
- The Patriots Club, Delacorte Press, 2004, ISBN 978-0-385-33728-1.
- Rules of Deception, Doubleday, 2008, ISBN 978-0-385-52406-3.
  - Geblendet, Bastei Lübbe, 2010, ISBN 978-3-404-16431-8.
- Rules of Vengeance, Doubleday, 2009, ISBN 978-0-385-52407-0.
  - Getäuscht, Bastei Lübbe, 2011, ISBN 978-3-404-16042-6.
- Rules of Betrayal, Doubleday, 2010, ISBN 978-0-385-53154-2.
  - Getrieben, Bastei Lübbe, 2012, ISBN 978-3-404-16770-8.
- The Prince of Risk, Doubleday, 2013, ISBN 978-0-385-53506-9.
- Invasion Of Privacy, Doubleday, 2015, ISBN 978-0-385-53157-3.
- The Take, Mulholland Books, 2018, ISBN 978-0-316-34235-3.